# Ieng Thirith
 (novembre 2014).
Ieng Thirith, née le 10 mars 1932 au Cambodge et morte le 22 août 2015, est une dirigeante politique cambodgienne du mouvement khmer rouge.
Bien que ne faisant pas partie du comité permanent ou du comité central du Parti communiste du Kampuchéa, elle occupa différents postes ministériels dans le gouvernement du Kampuchéa démocratique et a été accusée par la Chambres extraordinaires au sein des tribunaux cambodgiens de crimes contre l’humanité.
Elle est par ailleurs l'épouse du dirigeant khmer rouge Ieng Sary et la belle-sœur de Pol Pot.

## Biographie
Née Khieu Thirith dans la province de Battambang le 10 mars 1932, elle était la seconde fille d’une famille aisée dont le père était juge.
En 1949, fraîchement diplômée du lycée Sisowath de Phnom Penh, elle se fiance à Ieng Sary avant de partir à Paris pour étudier la littérature anglaise à la Sorbonne. Elle est la première personne de nationalité cambodgienne à obtenir un diplôme dans ce domaine.
En 1951, elle épouse Ieng Sary à la mairie du 15e arrondissement de Paris, devenant Madame Ieng Thirith. Quelque temps plus tard, sa sœur aînée, Khieu Ponnary, se marie avec Pol Pot.
En 1956, elle participe à la création de l’Union des Étudiants Khmers.
Elle retourne au Cambodge en 1957 et travaille comme professeur au lycée Sisowath, avant d’ouvrir en 1960, l’Institut supérieur khméro-anglais de Bœung Trabek dont elle devient proviseur.
En 1968, elle entre dans la clandestinité et rejoint son mari, son beau-frère et Son Sen dans la zone nord-est, où ils sont installés depuis 1966 et où elle sera responsable du service de santé.
Après le coup de force du 18 mars 1970 contre Norodom Sihanouk, elle devient vice ministre de l'Éducation et de la jeunesse du gouvernement en exil créé par celui-ci. Elle prendra ensuite la responsabilité de la radio du Front d’Union Nationale du Kampuchéa  à Hanoï.
En 1971, elle fait partie des signataires de l’« Appel des 91 Intellectuels » qui affirme que les ennemis les plus dangereux sont les communistes vietnamiens.
A la prise du pouvoir par les khmers rouges le 17 avril 1975, Thirith ajoute à son poste de vice ministre de l’Éducation et de la Jeunesse, la direction de la Croix Rouge du Kampuchéa démocratique (nouveau nom officiel du pays).
Elle est alors chargée de la gestion des hôpitaux et de la diffusion des médicaments à travers le pays. De plus, en tant qu'épouse d'Ieng Sary, elle participe également aux réceptions des délégations étrangères.
En 1976, elle laisse son poste de vice ministre à Yun Yat pour devenir ministre de l'Action sociale.
Lors d’une visite dans le Nord-Est, elle se déclare offensée par les conditions de vie des habitants et en attribue la cause à « des agents infiltrés » dans le parti. À son retour, des purges sont orchestrées dans la région parmi les dirigeants qui toucheront même Ros Nhim, le responsable de la zone. La traque de cette cinquième colonne s’étendra par la suite à l’ensemble du pays.
Après la chute du régime en 1979, elle conserve son poste au moins jusqu'en mai 1982, puis, en septembre 1982 elle est nommée secrétaire générale du ministère des Affaires étrangères du mouvement khmer rouge replié dans les maquis à la frontière thaïlandaise, mais qui conservait le siège de seul représentant du Cambodge auprès de l'ONU. Elle portera ce titre jusqu'en août 1985.
Dans les années 1980, elle fut l’interlocutrice privilégiée et obligatoire des ONG et du Comité International de la Croix Rouge (CICR) initialement chargé de l'aide humanitaire à la résistance khmère le long de la frontière entre la Thaïlande et le Cambodge après l’invasion du Cambodge par les vietnamiens.
En 1985, elle fut nommée vice-présidente de l’association des femmes, puis, en 1986, présidente de la Croix Rouge du Kampuchéa démocratique en exil, une société auto-proclamée et non reconnue par le mouvement international de la Croix Rouge et du Croissant Rouge. 
Elle vivait avec son mari, entre leur résidence de Païlin - proche de la frontière thaïlandaise -  et leur luxueuse villa de Phnom Penh lorsque, le 12 novembre 2007, ils furent arrêtés dans cette dernière, et inculpés par les Chambres extraordinaires au sein des tribunaux cambodgiens de crimes contre l’humanité.
On reproche à Ieng Thirith d’avoir organisé la « planification, direction, coordination et ordonné les purges massives (…) et l’homicide de membres du personnel du Ministère des Affaires sociales ».
Le jeudi 17 novembre 2011 les juges de la Chambre de première instance jugent Ieng Thirith inapte à un procès pour des raisons neurologiques (maladie d'Alzheimer). Après une tentative de traitement médical, elle est finalement remise en liberté en septembre 2012, la Chambre estimant « que la perte de mémoire à long et à court terme dont était victime Ieng Thirith l’empêcherait de comprendre suffisamment le déroulement du procès pour pouvoir donner des instructions à ses avocats et participer effectivement à sa défense » et « qu’il n’existait aucune perspective raisonnable que l’accusée recouvre les fonctions cognitives qui la rendraient apte à être jugée dans un avenir prévisible. »
Elle est décédée le 22 août 2015, à l’âge de 83 ans.

## Sources
- Thirith IENG, Profil Trial Watch, TRIAL
- (fr) Exposition temporaire (2006-2007) au Musée international de la Croix rouge et du Croissant rouge
- (fr) Solomon Kane (trad. de l'anglais par François Gerles, préf. David Chandler), Dictionnaire des Khmers rouges, IRASEC, février 2007, 460 p. (ISBN 9782916063270)